# Centrale nucléaire d'Astraviets
La centrale nucléaire d'Astraviets (aussi nommée Belarussian) est située à Astraviets dans le voblast de Hrodna en Biélorussie, à 50 km de Vilnius (capitale de la Lituanie). Elle comprend deux réacteurs VVER 1200. Le premier est en service depuis novembre 2020 et le second depuis le 13 mai 2023.

## Historique
Le projet a été annoncé par le président Alexandre Loukachenko en 2007 à la suite du conflit d'énergie entre la Russie et la Biélorussie. Les travaux étaient initialement prévus pour durer quatre à huit ans et coûter 2,5 à 2,8 milliards de dollars. 
Le 18 juillet 2012, l’entreprise russe Atomstroyexport et le gouvernement biélorusse ont signé un contrat-cadre à Minsk pour un coût de construction alors estimé à 10 milliards de dollars.
La construction du premier réacteur de la centrale a officiellement débuté le 6 novembre 2013 et celle du second réacteur le  27 avril 2014. Les essais à chaud du premier réacteur ont été achevés en avril 2020. 
Le 7 août 2020, l'entreprise publique russe Rosatom annonce qu'elle vient de débuter le chargement du combustible nucléaire dans l’unité 1 de la centrale nucléaire biélorusse d'Astraviets[source secondaire souhaitée]. La première réaction en chaine a lieu le 11 octobre 2020, puis ce premier réacteur, dénommé Belarusian-1, est couplé au réseau le 3 novembre 2020.
Située à 50 km de Vilnius, la centrale suscite l'inquiétude de la Lituanie. Or depuis la catastrophe de Fukushima, en 2011, l’AIEA recommande qu’aucune centrale nucléaire ne soit construite à moins de 100 km d’un centre urbain.
Les pays voisins comme la Lituanie, l'Estonie et la Lettonie, refusent d'acheter l'électricité qu'elle produit en raison notamment des risques qu'elle génère pour la sécurité nucléaire mondiale.
Différents incidents que la Biélorussie a tenté de dissimulé, sont survenus lors de la construction de la centrale, notamment la chute de la cuve d'un réacteur, et des incendies.
Le premier réacteur a été démarré malgré des milliers d'imperfections dus à la précipitation de la construction et la qualification insuffisante des constructeurs. Depuis novembre 2020, la centrale a été déconnectée du réseau au moins huit fois, le temps d'arrêt le plus long a duré deux mois et demi.
Le deuxième réacteur diverge le 25 mars 2023, et est couplé au réseau pour la première fois, le 13 mai 2023.